# (181800) 1998 QZ4
(181800) 1998 QZ4 là một tiểu hành tinh vành đai chính. Nó được phát hiện qua chương trình tiểu hành tinh Beijing Schmidt CCD ở trạm Xinglong ở tỉnh Hồ Bắc, Trung Quốc ngày 22 tháng 8 năm 1998.